# Comedy Queen
Comedy Queen ist ein schwedischer Spielfilm unter der Regie von Sanna Lenken aus dem Jahr 2022. Der Film hatte am 12. Februar 2022 auf der Berlinale in der Sektion Generation seine Weltpremiere und erhielt dort den Gläsernen Bären für den besten Film in der Generation Kplus.

## Handlung
Der Film handelt vom Trauerprozess der 13-jährigen Sasha (Sigrid Johnson), deren Mutter sich das Leben genommen hat. Um ihren Vater zu trösten und wieder zum Lachen zu bringen, entschließt sich Sasha Stand-up-Comedian zu werden. In der Familie und im Freundeskreis wird das Spiel verwundert und mehr oder weniger amüsiert mitgespielt. Die einfühlsame Charakterstudie zeigt, wie sich Trauer und Wut durch Humor transformieren lassen.

## Produktion

### Filmstab
Regie führte Sanna Lenken, das Drehbuch stammt von Linn Gottfridsson, nach dem Roman „Comedy Queen“ von Jenny Jägerfeld. Die Kameraführung lag in den Händen von Simon Pramsten, die Musik komponierten Irya Gmeyner und Martin Hederos. Für den Filmschnitt war Andreas Nilsson verantwortlich.
In wichtigen Rollen sind Sigrid Johnson (Sasha), Ellen Taure (Märta), Oscar Töringe (Abbe), Iggy Malmborg (Ossie), Adam Daho (John) und Anna Bjelkerud (Farmor) zu sehen. 

### Produktion und Förderungen
Produziert wurde der Film von Rebecka Lafrenz und Anna Anthony. 

### Dreharbeiten und Veröffentlichung
Der Film hatte am 12. Februar 2022 auf der Berlinale in der Sektion Generation seine Weltpremiere.

## Auszeichnungen
- Auszeichnung für den Gläsernen Bären für den besten Film in der Sektion Generation Kplus[4]